# Walter Wenger (Ringer)
Walter Wenger (* 20. Dezember 1911; † 14. Januar 1990 in Steffisburg) war ein Schweizer Ringer.

## Biografie
Walter Wenger, der aus Steffisburg stammt, nahm an den Olympischen Sommerspielen 1948 in London im Bantamgewicht des Freistilringens teil. Nach Niederlagen gegen den Schweden Erik Persson und den späteren Olympiasieger Nasuh Akar aus der Türkei schied er vorzeitig aus dem Wettkampf aus.